# Эль-Куй
Эль-Куй (исп. El Cuy) — посёлок в департаменте Эль-Куй провинции Рио-Негро (Аргентина), административный центр департамента.

## История
Первые записи о рождениях и смертях в местных реестрах, относящихся к этому населённому пункту, датированы 1906 годом.
В историю Аргентины посёлок Эль-Куй вошёл событиями 1909 года, когда сначала здесь произошло убийство иммигрантов с территории Османской империи, а затем полиция устроила пытки и казнь предполагаемых убийц.